# Domnișoara Sloane
Domnișoara Sloane (engleză: Miss Sloane) este un film în genul thriller politic lansat în anul 2016, regizat de John Madden și scris de Jonathan Perera. În rolurile principale joacă actorii Jessica Chastain, Mark Strong, Gugu Mbatha-Raw, Michael Stuhlbarg, Alison Pill, Jake Lacy, John Lithgow, și Sam Waterston. Filmul o urmărește pe Elizabeth Sloane, o lobbyistă înfocată ce luptă pentru promulgarea legislației armelor. Cu toate acestea, ea rămâne neajutorată atunci când opozanți o atacă cu detalii din viața personală.
Filmul a avut premiera mondială pe 11 noiembrie 2016, la AFI Fest, și a avut parte de o lansare limitată în cinematografele din Statele Unite la 25 noiembrie 2016, fiind distribuit de EuropaCorp, după care a fost lansat la nivel național la 9 decembrie 2016. A fost lansat în Franța la 8 martie 2017. A fost întâmpinat cu recenzii majoritar favorabile, fiind lăudat în mod special jocul actoricesc al lui Chastain. Cu toate acestea, nu a avut o performanță notabilă la box office, încasând doar 9 milioane $, având un buget de producție de 13–18 milioane $.

## Intrigă
Elizabeth Sloane este o lobbyistă înfocată, ce a fost chemată la o audiere a Congresului american condusă de senatorul Ronald Sperling, pentru a răspunde în fața acuzațiilor de încălcare a regulilor etice ale Senatului în timpul mandatului ei la firma de lobby Cole Kravitz & Waterman din Washington D.C.
Cu trei luni în urmă, firma lui Sloane este abordată de Bill Sanford, un reprezentant al producătorilor de arme, pentru a conduce opoziția față de legea Heaton-Harris, cea care va extinde verificările în prealabil pentru vânzarea de arme, în special în rândul electoratului feminin. Sloane ridiculizează ideea lui Sanford și este ulterior abordată de Rodolfo Schmidt, șeful firmei de lobby Peterson Wyatt, cu scopul de a conduce eforturile ce susțin legea. Sloane acceptă și își ia echipa alături de ea, cu excepția asociatei personale, Jane Molloy, care refuză să plece.
La Peterson Wyatt, Sloane o alege pe Esme Manucharian pentru a conduce majoritatea dintre aparițiile în mass-media ale firmei, iar aceștia încep să progreseze major în obținerea de voturi pentru lege. Sloane află și o confruntă pe Esme în legătură cu trecutul ei, mai exact cu perioada liceului, atunci când a fost supraviețuitoare a unui atac armat. Cu toate că Esme nu dorește ca această informație să devină publică, Sloane dezvăluie acest lucru în timpul unei dezbateri televizate. Ulterior, Esme este amenințată cu arma în timp ce pleacă de la biroul ei, dar atacatorul ei este împușcat mortal de un alt civil, care dispunea legal de armă. Susținătorii pro-arme jubilează după acest eveniment, iar legea Heaton-Harris pierde teren în Senat. În plus, Senatul cercetează și practicile neortodoxe de lobby ale lui Sloane.
Înapoi la audierea din Senat, senatorul Sperling aduce în discuție un document ce a permis o călătorie în străinătate a unui senator. A fost completată de un ONG, dar scrisă de mână de Sloane, indicând că aceasta a încălcat regulile de etică ale Senatului, deoarece a fost implicată direct ca lobbyist în aranjarea călătoriei. Pe lângă acest lucru, Sloane declară sub jurământ că nu a practicat supraveghere ilegală.
Într-o ultimă declarație în fața comisiei, Sloane admite că a anticipat atacul personal al opoziției în cazul unui progres semnificativ al firmei Peterson Wyatt în cazul legii Heaton-Harris. Ea dezvăluie că a avut un om în interior (Molloy, fosta asociată personală), dar și că l-a supravegheat ilegal pe senatorul Sperling, care a acceptat mită de la șeful firmei Cole Kravitz & Waterman, George Dupont, pentru a conduce Comisia ce o investighează pe Sloane.
Zece luni mai târziu, Sloane este vizitată de avocatul ei în închisoare: legea Heaton-Harris a fost aprobată, în schimbul carierei și libertății lui Sloane.
Filmul se încheie cu Sloane ieșind din închisoare.

## Distribuție
- Jessica Chastain - Madeline ‘Elizabeth’ Sloane
- Mark Strong - Rodolfo Schmidt
- Gugu Mbatha-Raw în rolul lui Esme Manucharian
- Alison Pill în rolul lui Jane Molloy
- Michael Stuhlbarg în rolul lui Pat Connors
- Sam Waterston în rolul lui George Dupont
- John Lithgow în rolul Senatorului Ron M. Sperling
- David Wilson Barnes în rolul lui Daniel Posner
- Jake Lacy în rolul lui Forde
- Raoul Bhaneja în rolul lui R.M. Dutton
- Chuck Shamata în rolul lui Bill Sanford
- Douglas Smith în rolul lui Alex
- Meghann Fahy în rolul Clarei Thomson
- Grace Lynn Kung în rolul lui Lauren
- Al Mukadam în rolul lui Ross
- Noah Robbins în rolul lui Franklin Walsh
- Lucy Owen în rolul Cynthiei Green
- Sergio Di Zio în rolul lui Little Sam
- Joe Pingue în rolul lui Big Sam
- Michael Cram în rolul lui Frank McGill
- Dylan Baker în rolul moderatorului
- Zach Smadu în rolul lui Ramirez
- Austin Strugnell în rolul lui Travis
- Alexandra Castillo în rolul lui Pru West
- Jack Murray în rolul lui Buzzcut
- Christine Baranski în rolul lui Evelyn Sumner
- Aaron Hale în rolul lui Junior Spencer
- Greta Onieogou în rolul Gretei

## Producție
În septembrie 2015, a fost anunțat că Jessica Chastain va juca în acest film, cu John Madden regizând un scenariu al lui Jonathan Perera. Ben Browning a fost producător, sub egida FilmNation Entertainment, în timp ce Patrick Chu a fost producător executiv. EuropaCorp a produs și finanțat filmul, și s-a ocupat de distribuția internațională. În ianuarie 2016, a fost anunțat că Alison Pill, Jake Lacy, și Gugu Mbatha-Raw s-au alăturat distribuției. În februarie 2016, Douglas Smith, Mark Strong, Michael Stuhlbarg, Sam Waterston, John Lithgow, și Enis Esmer s-au alăturat și ei distribuției, iar în martie 2016, Meghann Fahy a completat distribuția Max Richter a fost compozitorul filmului.
Pentru a se pregăti pentru rol, Chastain a citit cărțile scrise de Jack Abramoff și s-a întâlnit cu femei lobbyiste din Washington DC pentru a afla mai multe despre acest job. Perera s-a ajutat de caracterul mamei sale atunci când a scris personajul lui Sloane.

### Filmări
Filmările principale au început pe 12 februarie 2016, în Toronto. Acestea s-au încheiat pe 30 martie 2016. În aprilie 2016, filmări adiționale au avut loc în Washington, D.C. Filmările s-au încheiat pe 6 aprilie 2016.

## Lansare
În august 2016, au fost lansate două imagini cu Chastain. Filmul a avut premiera la AFI Fest pe 11 noiembrie 2016, dar a fost proiectat și la Festivalul de Film din Napa Valley pe 13 noiembrie 2016. Inițial, filmul era programat să se lanseze pe 9 decembrie 2016, dar data a fost ulterior mutată pentru 25 noiembrie.

## Recepție

### Încasări
Miss Sloane a încasat 3.5 milioane $ în Statele Unite și Canada, și 5,6 milioane $ în restul teritoriilor, pentru un total internațional de 9,1 milioane $.
Filmul a avut premiera concomitent cu Super party la birou, The Bounce Back și Animale nocturne. A fost proiectat că filmul va încasa între 2–4 milioane $ în weekendul de lansare, dar a ajuns să câștige doar 1,8 milioane $, terminând pe locul 11 în clasamentul box office.

### Reacția criticilor

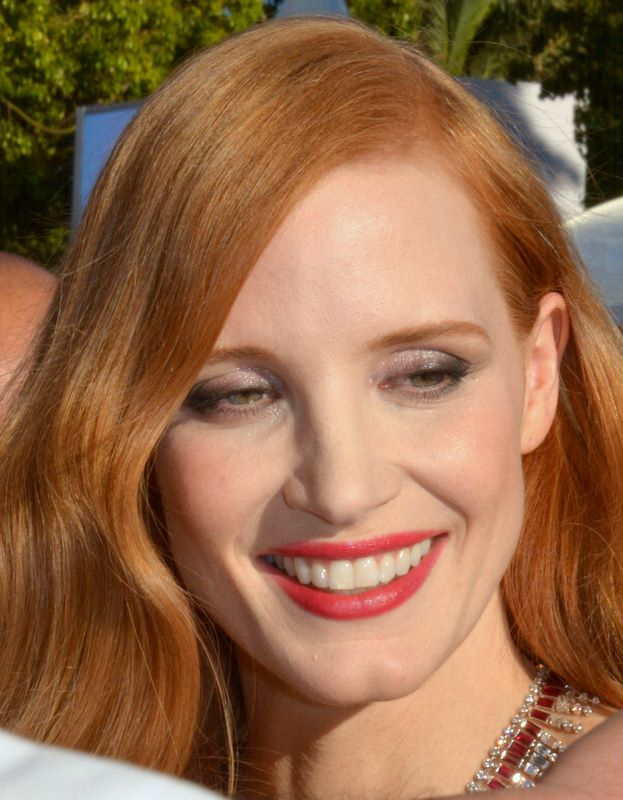
Jocul actoricesc al Jessicăi Chastain a fost foarte lăudat.

Pe Rotten Tomatoes, filmul are un rating de 76% din 189 de recenzii, cu o notă medie de 6,53/10. Recenzia de pe site citează: "Miss Sloane se bazează indirect pe umerii personajului Jessicăi Chastain – iar aceasta răspunde cu o muncă demnă de premiat care îmbunătățește filmul." Pe Metacritic, filmul are un scor de 64 din 100, bazat pe 41 de recenzii, indicând "recenzii majoritar favorabile". Audiențele de pe CinemaScore i-au acordat o notă de "A–" pe o scală de la F la A+.
Peter Debruge de la Variety a scris: "Miss Sloane este un thriller politic încordat și plin de dialog, plin de monologuri aprinse și clinciuri verbale, dar anulate de un final foarte prost. Dar asta nu înseamnă că nu este isteț pe majoritatea duratei sale."
Todd McCarthy de la The Hollywood Reporter a scris "Personajele compromițătoare, deștepte și focusate sunt misteroase, iar posibilitățile dramatice sunt atât de infinite la intersecția afacerilor mari cu politica, în așa fel încât o adaptare pentru ecranul mic în jurul acestor personaje, și ale altora ca ele, ar fi chiar binevenită."

### Distincții
| Premiul                                       | Data ceremoniei   | Categoria                                            | Beneficiar(i)    | Rezultat     | Ref.          |
| --------------------------------------------- | ----------------- | ---------------------------------------------------- | ---------------- | ------------ | ------------- |
| Alliance of Women Film Journalists            | 21 decembrie 2016 | Cel mai bun rol                                      | Jessica Chastain | Nominalizare | [ 33 ] [ 34 ] |
| Premiile Globul de Aur                        | 8 ianuarie 2017   | Cea mai bună actriță (dramă)                         | Jessica Chastain | Nominalizare | [ 35 ]        |
| Washington D.C. Area Film Critics Association | 5 decembrie 2016  | Cea mai bună portretizare a orașului Washington D.C. | Miss Sloane      | Nominalizare | [ 36 ]        |